# Pittsburgh Post-Gazette

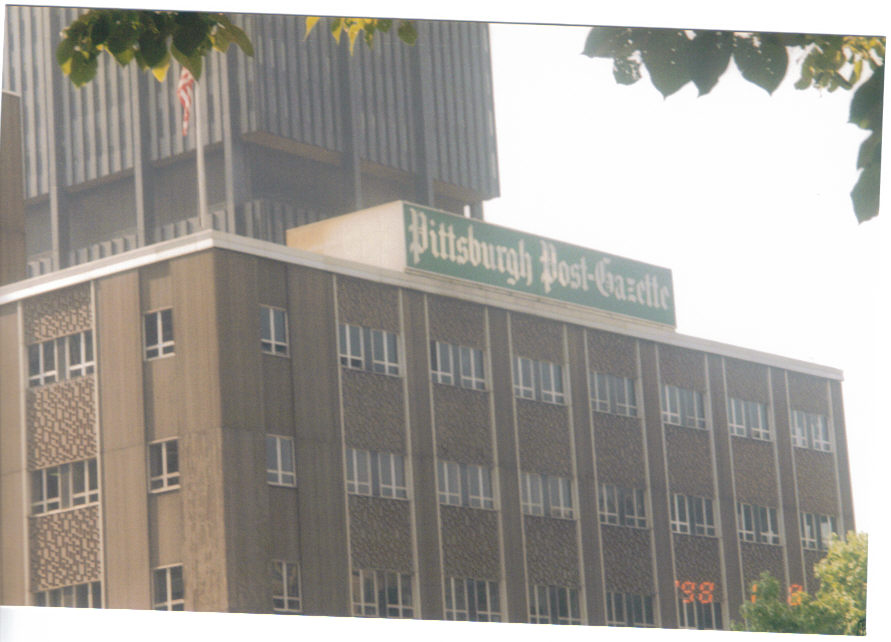
2005

O Pittsburgh Post-Gazette,  também conhecido simplesmente como P-G, é o maior jornal que atende a área metropolitana de Pittsburgh, Pensilvânia. Descendente do Pittsburgh Gazette, estabelecido em 1786 como o primeiro jornal publicado a oeste das Montanhas Allegheny, o jornal existe com o título atual desde 1927.
Terminou a publicação impressa diária em 2018 e atualmente lança edições impressas em apenas dois dias por semana, ficando online no resto da semana. Na década de 2010, o tom editorial do jornal mudou de liberal para conservador, principalmente depois que as páginas editoriais do jornal foram consolidadas em 2018 com as do The Blade, de Toledo, Ohio. Após a consolidação, Keith Burris, o editor da página editorial pró-Trump do The Blade, dirigiu as páginas editoriais de ambos os jornais.